# Durance (Lot-et-Garonne)
Durance (okzitanisch: Durança) ist eine Gemeinde mit 268 Einwohnern (Stand: 1. Januar 2022) in Frankreich im Département Lot-et-Garonne in der Region Nouvelle-Aquitaine. Die Gemeinde gehört zum Arrondissement Nérac und zum Kanton Les Forêts de Gascogne. Die Einwohner werden Durançais genannt.

## Geografie
Durance liegt etwa 37 Kilometer westsüdwestlich von Agen. Umgeben wird Durance von den Nachbargemeinden Fargues-sur-Ourbise im Norden, Pompiey im Nordosten, Barbaste im Osten, Réaup-Lisse im Süden und Südosten sowie Boussès im Westen.

## Geschichte
Durance wurde als Bastide um 1320 gegründet.

## Bevölkerungsentwicklung
| Jahr                       | 1962 | 1968 | 1975 | 1982 | 1990 | 1999 | 2006 | 2018 |
| Einwohner                  | 412  | 364  | 334  | 283  | 286  | 269  | 266  | 295  |
| Quellen: Cassini und INSEE |      |      |      |      |      |      |      |      |

## Sehenswürdigkeiten
- Kirche Saint-Étienne aus dem 15. Jahrhundert
- alte Priorei Saint-Étienne-de-la-Grange aus dem 13. Jahrhundert
- Schloss
- Reste der Ortsbefestigung

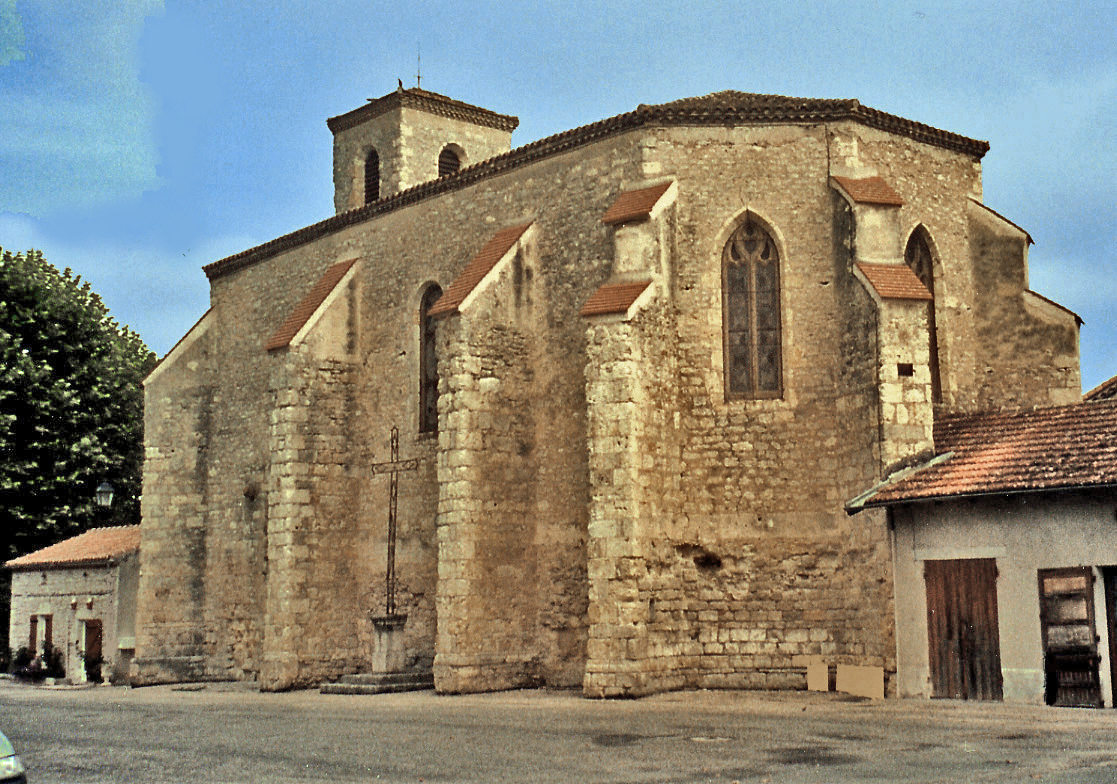
Kirche Saint-Étienne
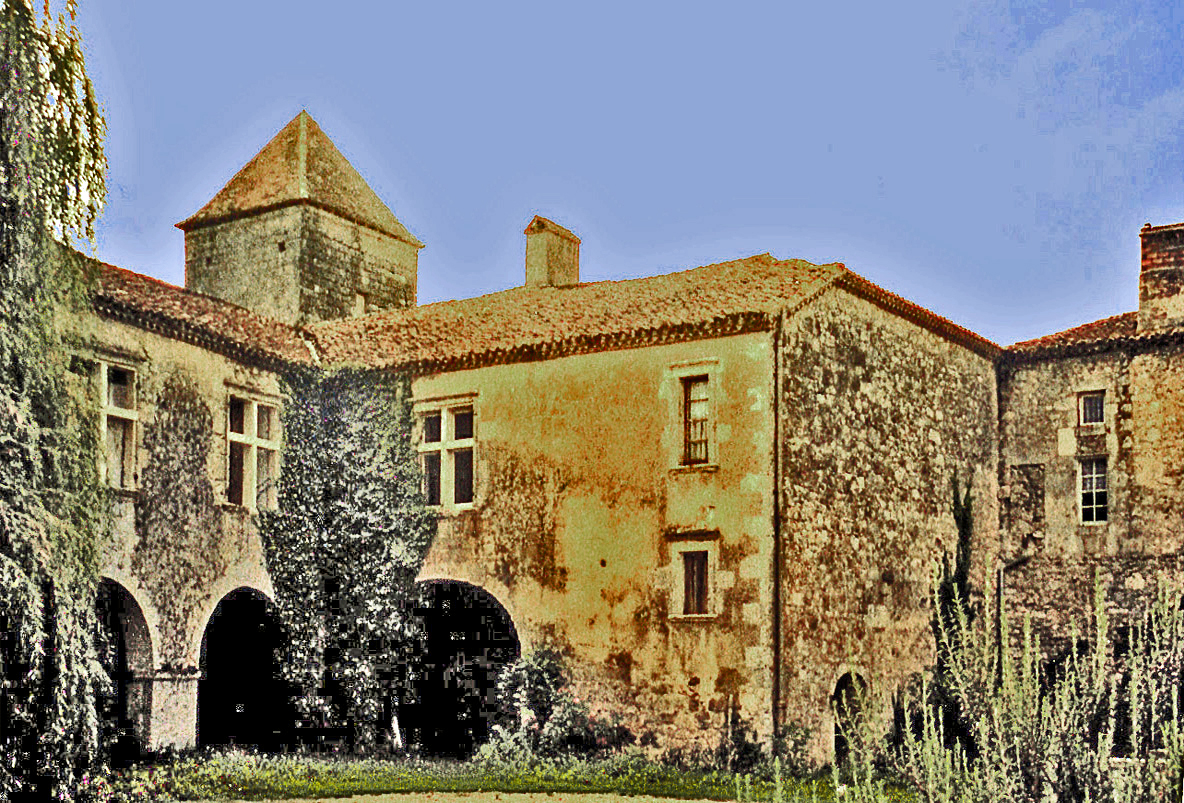
Schloss
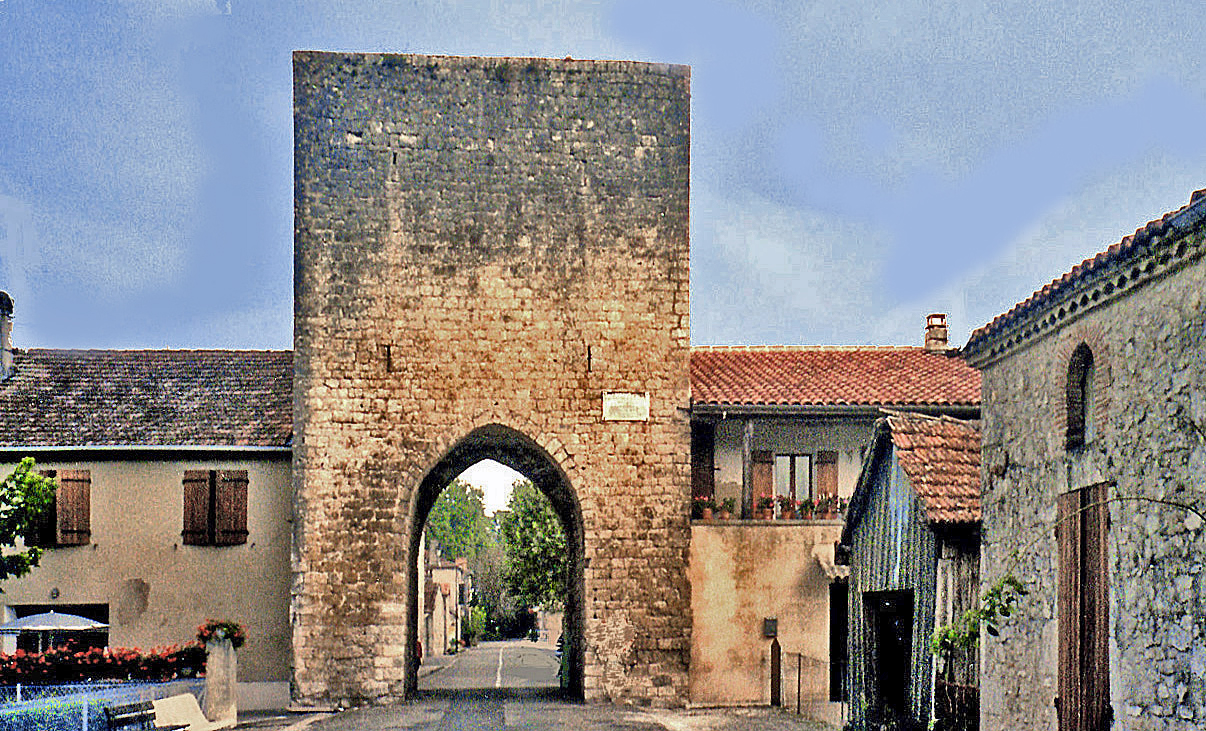
Reste der Ortsbefestigung und Tor
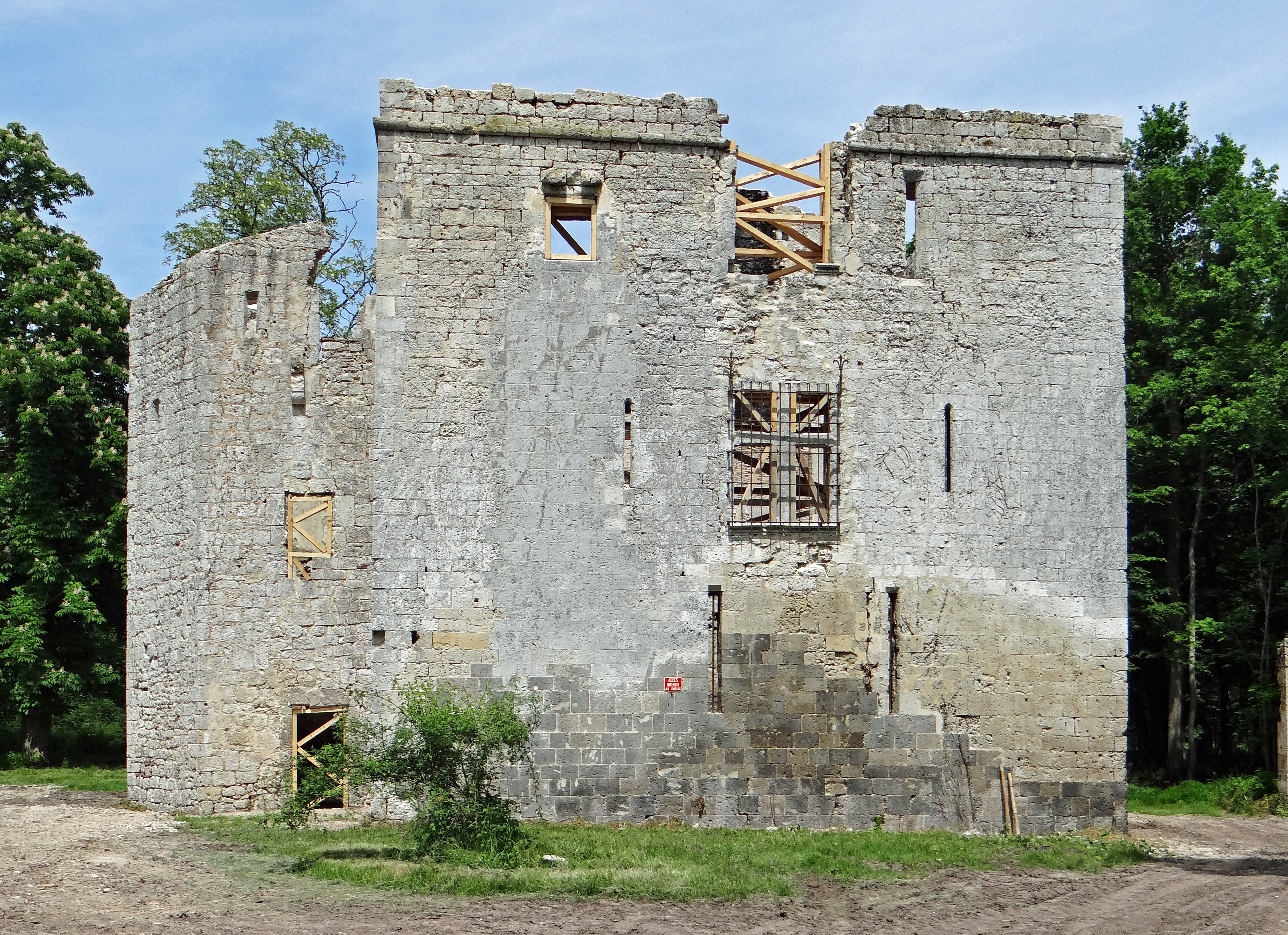
Priorei mit Kapelle